# Kamikaze (avion)
Pour les articles homonymes, voir Kamikaze (homonymie).
Le Kamikaze (神風, « Vent-de-Dieu ») est un avion japonais, prototype du Mitsubishi Ki-15 Karigane, immatriculé J-BAAI, sponsorisé par le journal Asahi Shinbun. Piloté par Masaaki Iinuma (en) (1912-1941) assisté du navigateur Kenji Tsukagoshi (en) (1900-1943), il est devenu célèbre le 9 avril 1937 pour avoir volé de Tokyo à Londres en moins de 100 heures.

## L'avion
Le Kamikaze est le deuxième des trois prototypes du Mitsubishi Ki-15, de type 97 Karigane (雁金, oie sauvage).
Suggestion du commandant Yuzo Fujita et de l'ingénieur Naruo Ando, il est réalisé pour Mitsubishi à Nagoya par l'ingénieur Fumihiko Kono, chef designer, assisté de Shokichi Mizuno et Tomio Kubo.
Initialement conçu pour un usage militaire, en tant qu'avion de reconnaissance, il est acheté par le journal Asahi Shinbun dans un but promotionnel : les courses aériennes et autres tentatives de records sur longues distances étaient très populaires du fait des progrès constants de l'aéronautique à cette époque. Le baptême de l'avion a lieu le 1er avril 1937 en présence du Prince Impérial Naruhiko Higashikuni, oncle par alliance de l'Empereur Hirohito.
Il effectue un record du Tokyo-Hanoï-Paris, du 6 au 9 avril 1937. Après son retour au Japon, le Kamikaze continue à effectuer différentes missions pour le Asahi Shinbun. Lors d'un vol retour de Chine, l'avion s'écrase au sud de Taïwan et est récupéré pour être exposé au siège du journal.
Il est détruit lors du bombardement du siège d’Asahi Shinbun, à Tokyo, où il était exposé, en 1944.

### Spécifications techniques
Source : Travaux nord-africains, 18 juillet 1937
« 
Leur avion « Vent-de-Dieu » (en japonais « Kamikaze »), est en effet de construction entièrement japonaise pour le moteur comme pour la cellule. Cette construction est intégralement métallique en alliage léger, type duralumin. La grande firme japonaise Mitsubishi qui l'a réalisé est elle-même à la tête de la nouvelle industrie japonaise des métaux et alliages légers.
Voici quelques caractéristiques de l'avion : monoplan cantilever à aile basse ; envergure, 12 m ; longueur, 8,28 m ; hauteur, 2,80 m ; surface portante, 20 m2 ; poids total, 2 000 kg ; vitesse maximum, 500 km/h ; rayon d'action 2 400 km. Le moteur en étoile, à refroidissement par air, est un moteur de construction japonaise, marque « Nakajima », type Kotobuki III (en).
 »

## Le vol durecord

### Contexte

#### Courses aériennes
Dans les années 1930, alors que les performances des avions progressaient régulièrement, les courses aériennes et autres tentatives de records sur longues distances sont très populaires en Europe et en Amérique du Nord.
Au début des années 1930, le raid Berlin-Tokyo est très populaire. Seiji Yoshihara parvient à les relier en dix jours le 30 août 1930 sur un avion allemand, le Junkers A50 Junior,. Marga von Etzdorf devient la première femme à effectuer ce même vol en solitaire en 11 jours un an plus tard, le 29 août 1931,.
Le Tokyo-Paris est aussi pratiqué depuis les années 1920, avec notamment les vols Paris-Tokyo de Georges Pelletier-Doisy (120 h de vol entre le 24 avril et le 9 juin 1924) et Tokyo-Paris des japonais Abe et Kawachi en 1925. Les Français Marcel Doret et Joseph Le Brix échouent par deux fois à relier Paris et Tokyo dans le but d'établir le record en 1931.
À la suite de la fermeture totale de l'espace aérien de l'URSS, le trajet s'allonge de 5 000 km, puisqu'il faut désormais la contourner.
Le dernier exemple avant la tentative de Masaaki Iinuma (en) et Kenji Tsukagoshi (en) est celle d'André Japy dont l'avion s'écrase sur les montagnes de Kyūshū le 16 novembre 1936 et qui manque ainsi de peu de relier Paris à Tokyo.

#### Politique et militaire
La politique expansionniste de l'empire du Japon inquiète une partie de l'Europe. La création de l'état du Mandchoukouo, après l'invasion de la Mandchourie, n'est pas reconnue par la Société des Nations, et le Japon la quitte le 27 mars 1933. Le Japon se rapproche alors de l'Espagne et de l'Italie qui seront parmi les premiers états à reconnaître le Mandchouckouo.
Ainsi, l'aéronautique, et surtout la distance franchissable, est devenue prioritaire au Japon, afin de relier l'archipel japonais aux colonies de l'Empire,.
Par ailleurs, il s'agit de rassurer les pays européens dont la France et le Royaume-Uni, et le couronnement du roi George VI le 12 mai 1937 offre une bonne occasion de sceller cette amitié.

### Déroulement
Une première tentative est partie de Tokyo le 2 avril 1937 à 16 h 44 GMT mais les conditions atmosphériques au dessus de Kyūshū ont fait faire demi-tour à l'appareil.
Leur seconde tentative qui partit de l'aéroport Tachikawa de Tokyo le 5 avril 1937 fut la bonne.
| Journée                  | Étape                                                                                    | Km    | Départ (GMT) | Arrivée (GMT) | Durée   | Carte des escales                                                                              |
| ------------------------ | ---------------------------------------------------------------------------------------- | ----- | ------------ | ------------- | ------- | ---------------------------------------------------------------------------------------------- |
| 1re journée 5 et 6 avril | Tokyo - Taipei                                                                           | 2 230 | 17 h 12      | 0 h 14        | 7 h 2   | \| Tokyo Taipei Hanoï Vientiane Calcutta Karachi Bassorah Bagdad Athènes Rome Paris Londres \| |
| 1re journée 5 et 6 avril | Taipei - Hanoï                                                                           | 1 780 | 1 h 19       | 7 h 25        | 6 h 6   | \| Tokyo Taipei Hanoï Vientiane Calcutta Karachi Bassorah Bagdad Athènes Rome Paris Londres \| |
| 1re journée 5 et 6 avril | Hanoï - Vientiane                                                                        | 500   | 8 h 40       | 10 h 50       | 2 h 10  | \| Tokyo Taipei Hanoï Vientiane Calcutta Karachi Bassorah Bagdad Athènes Rome Paris Londres \| |
| 1re journée 5 et 6 avril | repos                                                                                    | repos | repos        | repos         | 12 h 36 | \| Tokyo Taipei Hanoï Vientiane Calcutta Karachi Bassorah Bagdad Athènes Rome Paris Londres \| |
| 2e journée 6 et 7 avril  | Vientiane - Calcutta                                                                     | 1 200 | 23 h 26      | 4 h 36        | 5 h 10  | \| Tokyo Taipei Hanoï Vientiane Calcutta Karachi Bassorah Bagdad Athènes Rome Paris Londres \| |
| 2e journée 6 et 7 avril  | Calcutta - Karachi                                                                       | 2 200 | 5 h 30       | 13 h 50       | 8 h 20  | \| Tokyo Taipei Hanoï Vientiane Calcutta Karachi Bassorah Bagdad Athènes Rome Paris Londres \| |
| 2e journée 6 et 7 avril  | repos                                                                                    | repos | repos        | repos         | 10 h 25 | \| Tokyo Taipei Hanoï Vientiane Calcutta Karachi Bassorah Bagdad Athènes Rome Paris Londres \| |
| 3e journée 8 avril       | Karachi - Bassorah                                                                       | 2 000 | 0 h 15       | 6 h 45        | 6 h 30  | \| Tokyo Taipei Hanoï Vientiane Calcutta Karachi Bassorah Bagdad Athènes Rome Paris Londres \| |
| 3e journée 8 avril       | Bassorah - Bagdad                                                                        | 450   | 7 h 35       | 9 h 15        | 1 h 40  | \| Tokyo Taipei Hanoï Vientiane Calcutta Karachi Bassorah Bagdad Athènes Rome Paris Londres \| |
| 3e journée 8 avril       | Bagdad - Athènes                                                                         | 1 950 | 10 h 3       | 16 h 15       | 6 h 12  | \| Tokyo Taipei Hanoï Vientiane Calcutta Karachi Bassorah Bagdad Athènes Rome Paris Londres \| |
| 3e journée 8 avril       | repos                                                                                    | repos | repos        | repos         | 13 h 25 | \| Tokyo Taipei Hanoï Vientiane Calcutta Karachi Bassorah Bagdad Athènes Rome Paris Londres \| |
| 4e journée 9 avril       | Athènes - Rome                                                                           | 1 100 | 5 h 40       | 8 h 45        | 3 h 5   | \| Tokyo Taipei Hanoï Vientiane Calcutta Karachi Bassorah Bagdad Athènes Rome Paris Londres \| |
| 4e journée 9 avril       | Rome - Paris                                                                             | 1 200 | 9 h 36       | 13 h 32       | 3 h 56  | \| Tokyo Taipei Hanoï Vientiane Calcutta Karachi Bassorah Bagdad Athènes Rome Paris Londres \| |
| 4e journée 9 avril       | Paris - Londres                                                                          | 330   | 14 h 16      | 15 h 25       | 1 h 11  | \| Tokyo Taipei Hanoï Vientiane Calcutta Karachi Bassorah Bagdad Athènes Rome Paris Londres \| |
| 4e journée 9 avril       | Tokyo Taipei Hanoï Vientiane Calcutta Karachi Bassorah Bagdad Athènes Rome Paris Londres |       |              |               |         |                                                                                                |

### De l'arrivée à Londres au voyage retour
La dernière journée du voyage est marquée par des accueils triomphaux à Rome (aéroport de Littoria), Paris (aéroport du Bourget) et finalement Londres, où l'avion a atterri à l'aéroport de Croydon devant une foule de spectateurs à 15 h 25 le 9 avril 1937.
Ce vol est souvent dit comme ayant établi un ou plusieurs records (record du Tokyo-Hanoï-Londres, Tokyo-Paris), voire le premier record d'un appareil japonais homologué par la Fédération aéronautique internationale mais aucune mention n'en est faite sur le site actuel de la FAI. Il en est fait mention en revanche dans des tables de records officiels de la FAI d'époque, dont celles de la Revue internationale aéronautique en 1937. Il y est comptabilisé à 95 heures 17 minutes et 56 secondes, soit une vitesse commerciale moyenne de 162,854 km/h.

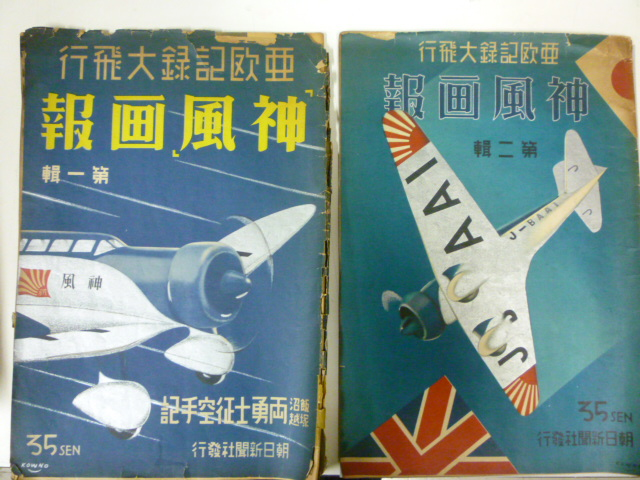
Suppléments au Asahi Shinbun à propos du Kamikaze.

Ce vol a fait de Masaaki Iinuma (en) (26 ans à l'époque) et Kenji Tsukagoshi (en) des héros nationaux au Japon et dans l'attente du couronnement, ils ont effectué une tournée à travers l'Europe :
- en Belgique, ils sont reçus par le roi Léopold III[21] ;
- en Allemagne, ils rencontrent Goering[22] ;
- en France, ils sont décorés de la Légion d'honneur par Pierre Cot, ministre de l'Air[23] ;
- en Italie, sont reçus par le roi et sont distingués de l'insigne d'or des aviateurs italiens[24].

Ils rentrent en Angleterre le 27 avril 1937.
Le 12 mai l'avion est utilisé pour faire des photos du couronnement du roi George VI, pour le compte du journal qui le possède.
Le vol retour est effectué en 6 jours, 23 heures et 34 minutes. Partis de Londres le 14 mai 1937, ils arrivent à Tokyo le 21 mai, accueillis par une foule de 60 000 supporters.

## Postérité
En 1937, de nombreuses cartes postales sont éditées au Japon. Elles sont visibles au Musée des beaux-arts de Boston.
Le vol du Kamikaze est immortalisé par Hisato Ōzawa dans son Concerto no 3 pour piano Kamikaze en mai 1938.
La marque Arii en fait une maquette.